# Ixora lawsonii
Ixora lawsonii är en måreväxtart som beskrevs av James Sykes Gamble. Ixora lawsonii ingår i släktet Ixora och familjen måreväxter. Inga underarter finns listade i Catalogue of Life.